# Thủy điện Cửa Đạt
Thủy điện Cửa Đạt là một cụm công trình thủy điện xây dựng trên sông Chu. Nhà máy chính của Thủy điện Cửa Đạt đặt tại làng Cửa Đạt, xã Vạn Xuân, huyện Thường Xuân, tỉnh Thanh Hóa, Việt Nam.
Thủy điện Cửa Đạt có công suất 97 MW với 2 tổ máy, sản lượng điện hàng năm 430 triệu KWh, 
khởi công tháng 2/2004, hoàn thành tháng 11/2010 .
Cùng lấy nước từ hồ Cửa Đạt để vận hành là Thủy điện Dốc Cáy 19°57′22″B 105°16′36″Đ / 19,956111°B 105,276667°Đ.

## Hoạch định
Được xếp vào công trình trọng điểm quốc gia với mục đích hoạch định nhằm tạo nguồn nước tưới ổn định cho gần 87.000 ha đất canh tác; đóng vai trò quan trọng vào việc giảm lũ, bổ sung nước mùa kiệt cho hạ lưu sông Mã để đẩy mặn, cải tạo môi trường sinh thái; bổ sung nguồn điện, nguồn nước phục vụ sản xuất công nghiệp và sinh hoạt; tạo điều kiện phát triển du lịch, thúc đẩy quá trình đô thị hóa vùng Tây Nam tỉnh Thanh Hóa.

## Thông số
Hồ chứa nước Cửa Đạt nằm ở vùng sông Chu (địa phận xã Vạn Xuân và thị trấn Thường Xuân), cách đập Bái Thượng khoảng 17 km về phía thượng lưu. Hồ có dung tích gần 1,5 tỷ m3, có nhiệm vụ cắt giảm lũ cho vùng hạ du, đảm bảo cung cấp đủ nước tưới tiêu cho trên 86 ngàn ha đất nông nghiệp, cũng như nhu cầu nước cho công nghiệp và sinh hoạt. Ngoài ra hồ chứa này còn có nhiệm vụ giúp đẩy mặn cho vùng hạ lưu sông Chu và kết hợp với Nhà máy Thủy điện Cửa Đạt với 2 tổ máy phát điện thương mại có tổng công suất 97 MW, bổ sung nguồn cung cho lưới điện quốc gia trung bình khoảng 430 triệu KWh mỗi năm. Tổng mức đầu tư công trình lên tới 1.600 tỷ đồng (tính theo thời giá vào năm 2010).
Công trình được khởi công ngày 2 tháng 2 năm 2004. Lễ chặn dòng diễn ra ngày 2 tháng 12 năm 2006 do Phó Thủ tướng Thường trực Nguyễn Sinh Hùng đã chính thức phát lệnh chặn dòng sông Chu. Công trình được khánh thành vào ngày 27 tháng 11 năm 2010 .

## Tên gọi
Tên gọi Thủy điện Cửa Đạt đặt theo biến âm của tên làng Cửa Đặt ở bờ trái sông Chu tại vị trí đập, phía trên cửa Đặt là nơi sông Đặt đổ vào sông Chu một quãng ngắn. Sông Đặt chảy từ phía xã Xuân Lẹ ở tây nam đến, qua xã Vạn Xuân đến làng Đặt ở bờ phải sông Chu .

## Tái định cư
Tái định cư để lại nhiều hệ lụy cho những người dân phải di chuyển để xây dựng thủy điện. Cách thức chủ yếu của tái định cư là "chỉ chỗ cho dân đến ở", xong việc thì... thôi. Thủy điện Cửa Đạt là một trong số thủy điện để lại "nỗi khổ từ thủy điện" cho dân .